# Косулино (Куртамиський округ)
Косу́лино (рос. Косулино) — село у складі Куртамиського округу Курганської області, Росія.
У період 1923-1924 та 1944-1949 років село було центром Косулинського району.
Населення — 658 осіб (2010, 802 у 2002).
Національний склад станом на 2002 рік:
- росіяни — 96 %